# Weststadt (Hanau)

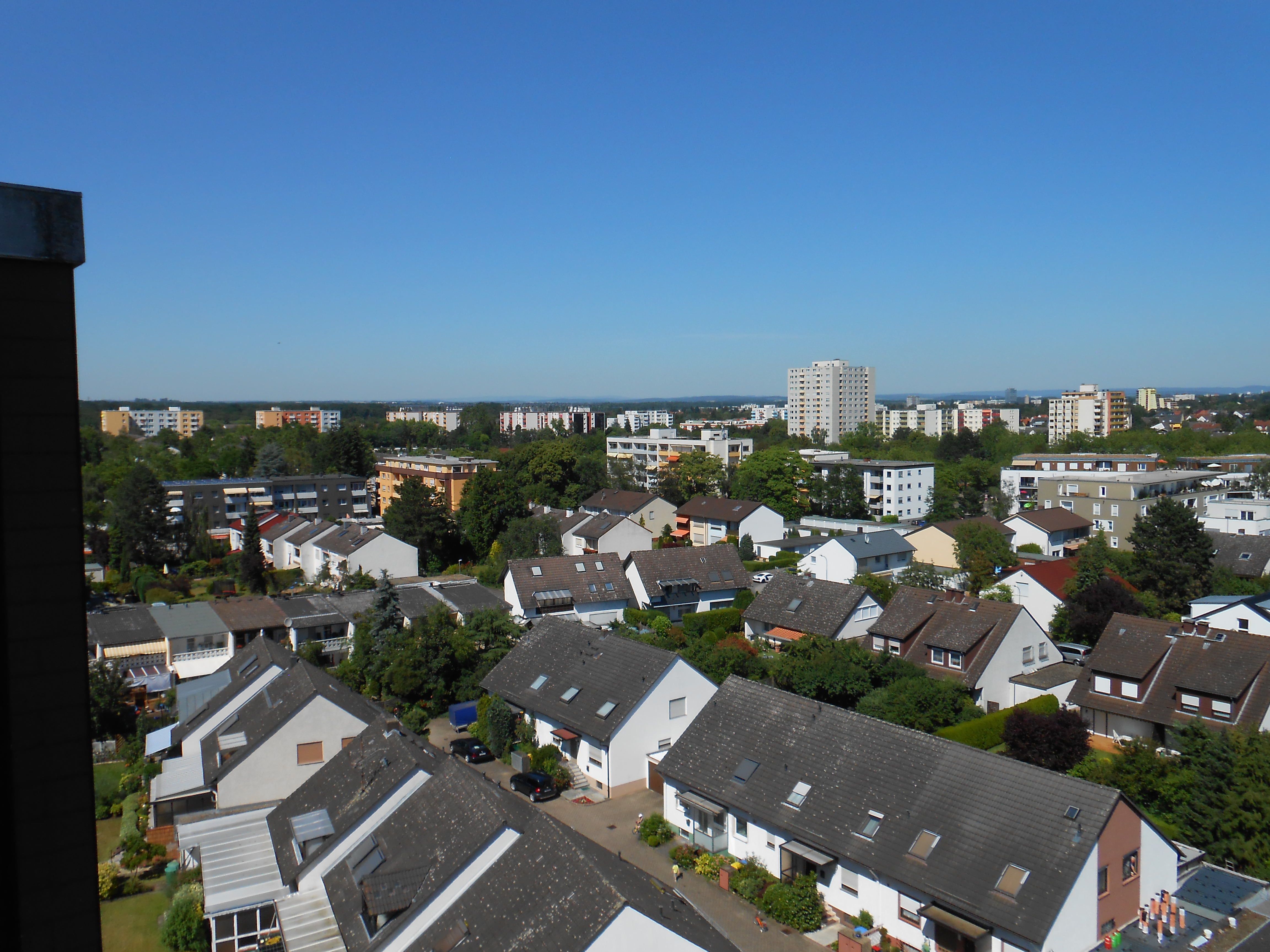
Blick auf die Weststadt Richtung Nordosten vom Hochhaus in der Philipp-Reis-Straße

Die Weststadt ist eine Großsiedlung in Kesselstadt, einem Stadtteil von Hanau im hessischen Main-Kinzig-Kreis, hat etwa 8000 Einwohner und liegt 17 Kilometer östlich von Frankfurt am Main.

## Lage
Die Weststadt liegt am westlichen Rand von Hanau. Im Süden bildet der Main mit den weitläufigen Mainwiesen die natürliche Grenze zum benachbarten Landkreis Offenbach und dem direkt anschließenden Seengebiet Dietesheimer Steinbrüche. Am Mainufer gelangt man vorbei an Kleingärten zum Schloss Philippsruhe mit seinem historischen Landschaftspark am Übergang zum alten Kesselstädter Ortskern gegenüber dem Hanauer Stadtteil Steinheim. Im Westen trennt ein Waldgebiet die Siedlung vom benachbarten Maintal-Dörnigheim, welches im Norden bis nach Wilhelmsbad mit seiner ehemaligen Kuranlage und dem Staatspark reicht. Östlich wird das Viertel durch die Burgallee vom historischen Kesselstadt abgetrennt.

## Geschichte
Die Burgallee ist die historische Verbindung zwischen Schloss Philippsruhe und der Kuranlage Wilhelmsbad. Das Gebiet westlich dieser Achse wurde jahrhundertelang überwiegend landwirtschaftlich, aber auch gewerblich genutzt. Im Zuge der gestiegenen Nachfrage nach Wohnraum nach dem Zweiten Weltkrieg wurde dort ab 1965 die Weststadt entwickelt. Es entstand eine für die Nachkriegszeit typische Wohnsiedlung mit Häusern und Wohnungen für bis zu 10.000 Menschen, die laut Oberbürgermeister Herbert Dröse die Hanauer Wohnungsnot „endgültig“ beseitigen sollten. Ihr Konzept sah eine Abkehr von der Monumentalarchitektur des Nationalsozialismus vor, hin zu einer gegliederten und aufgelockerten Wohnstadt, fernab von Industrie und Verkehrslärm. Es ging um eine Kombination aus Wohnen, Arbeiten und Versorgen, eingebettet in großzügige Grünanlagen, verbunden von einem nach Verkehrswegen differenzierten Wege- und Straßensystem.

## Struktur

### Städtebauliche Struktur

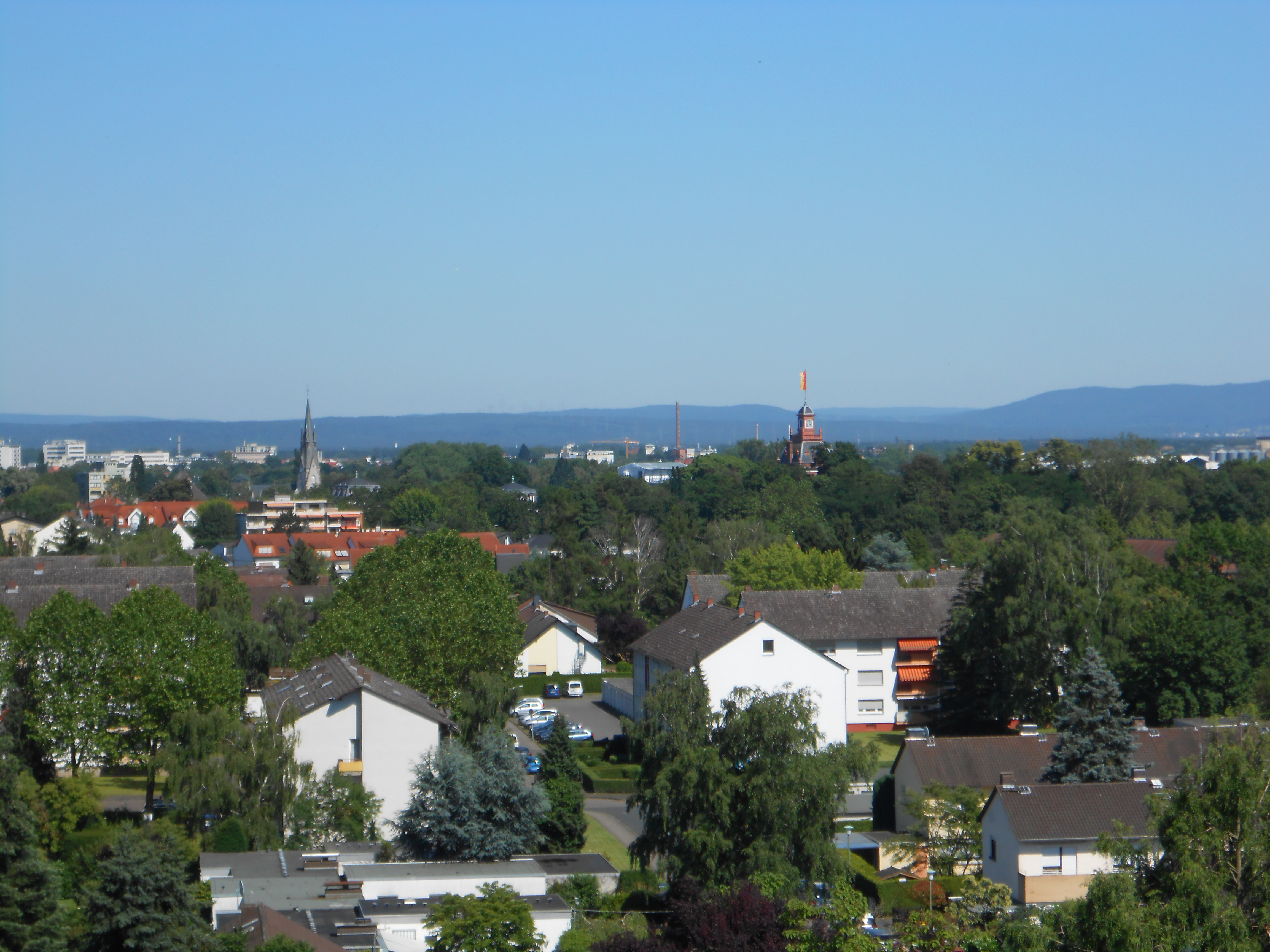
Blick von der Weststadt in Richtung des alten Kesselstädter Ortskerns mit den Türmen von Friedenskirche und Schloss Philippsruhe, im Hintergrund der Spessart

Städtebaulich dominieren Hochhäuser die Weststadt an den Ausfallstraßen und am zentralen Kurt-Schumacher-Platz. Dieser dient der Nahversorgung der Bevölkerung mit Geschäften des täglichen Bedarfs. Im Zentrum befinden sich eine Grundschule, zwei Kindergärten, ein kommunal/kirchlich getragenes Stadtteilbüro, ein Jugendzentrum sowie ein evangelisches Gemeindezentrum. Insbesondere an einer teilweise alleenartigen Ringstraße, bestehend aus Karlsbader-, Kant- und Königsberger Straße befinden sich zahlreiche mehrgeschossige Wohnblöcke. Aufgelockert wird dies von Flachbauten, Atriumhäusern, Reihen- und Doppelhäusern, sowie freistehenden Einfamilienhäusern, vorwiegend an den Randlagen der Weststadt, häufig mit exklusiver Waldrandlage.

### Bevölkerungsstruktur
Ursprünglich sollte mit dieser Mischbebauung eine Begegnung unterschiedlicher Bevölkerungsschichten erreicht werden. Es bildete sich eine vor allem kulturell vielfältige Bevölkerungsstruktur heraus. Obwohl einzelne Straßenzüge im Zentrum von Außenstehenden oft als sozialer Brennpunkt bezeichnet werden, ist die Kriminalitätsrate wesentlich geringer als beispielsweise in der Hanauer Innenstadt. Heute leben hier Menschen aus etwa 40 Nationen. Ursprünglich überwiegend für Flüchtlinge und Vertriebene aus den ehemaligen Ostgebieten des Deutschen Reiches errichtet, siedelten sich später auch Migranten aus der Türkei, Italien und vielen anderen Ländern an, seit den 1990er Jahren vermehrt Spätaussiedler aus Osteuropa und Russland. Vor allem die höchst unterschiedliche Sozialstruktur trennt das frühere Neubaugebiet Weststadt vom alten Fischerdorf Kesselstadt, weshalb Oberbürgermeister Claus Kaminsky die zwischen beiden Stadtvierteln liegende Burgallee beim 50. Jahrestag der Weststadt-Gründung als „mentalen Riegel“ bezeichnete.

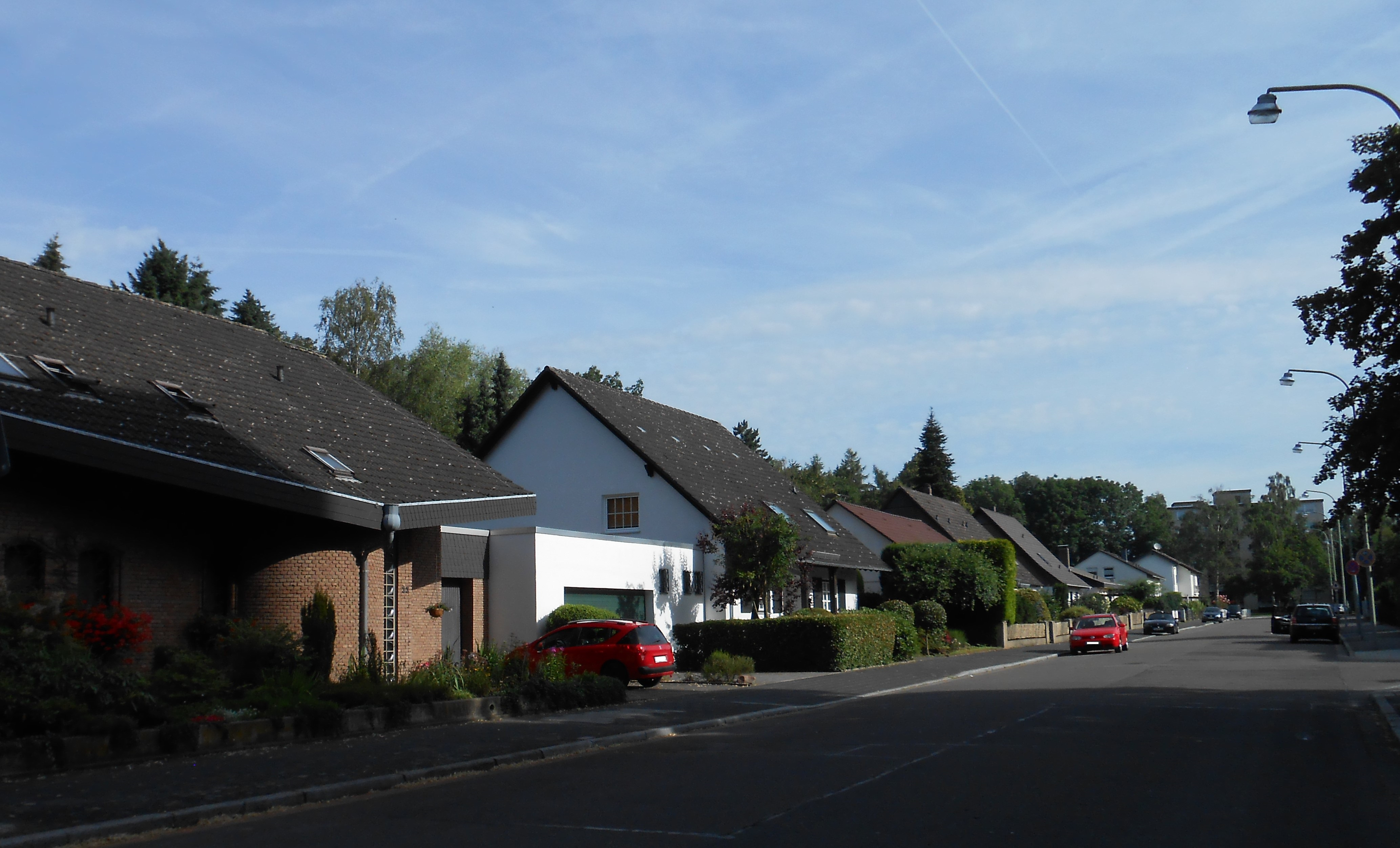
Kirchhoffstraße – großzügiges Wohnen am Waldrand
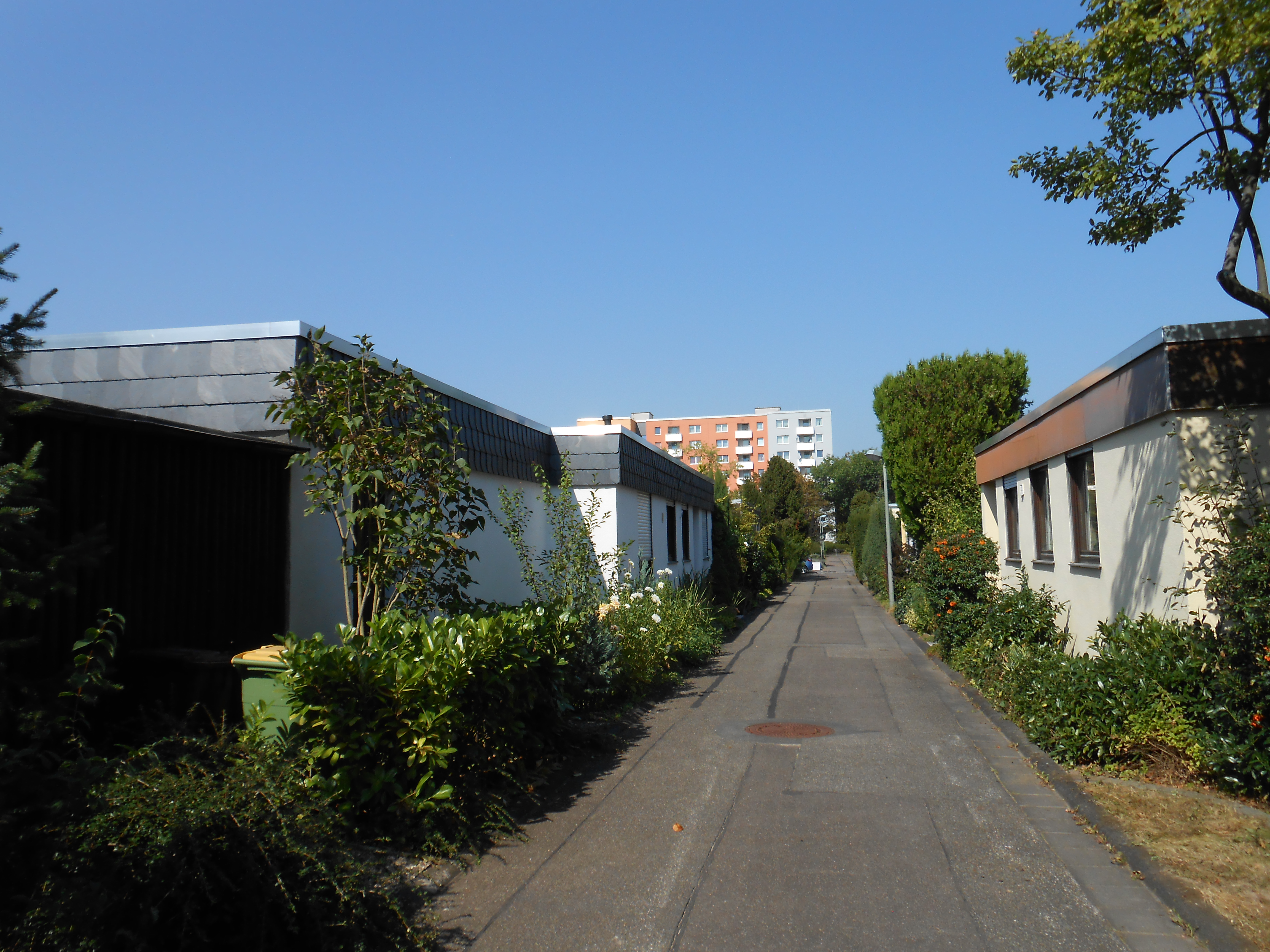
Bungalows in der Tilsiter Straße
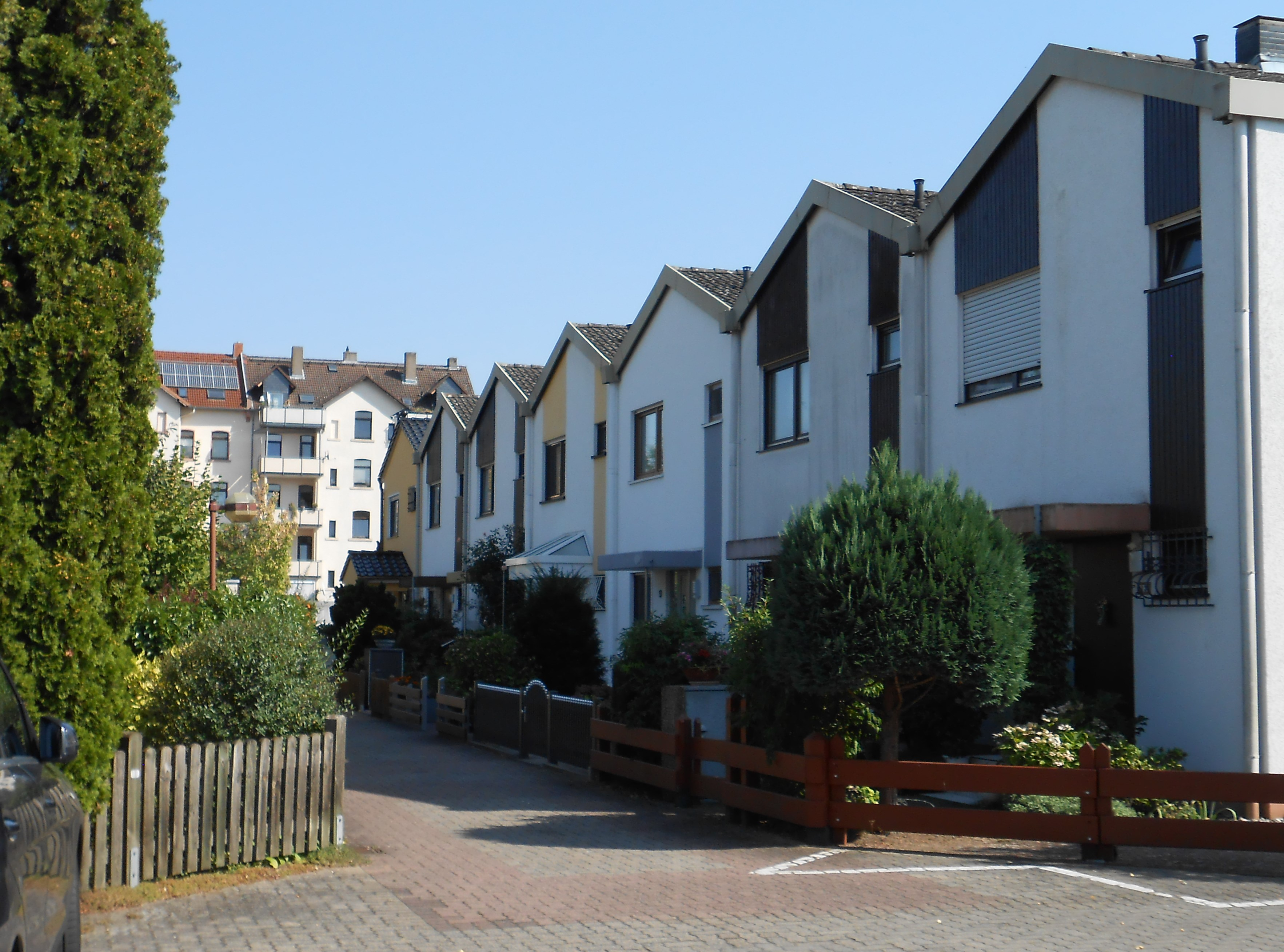
Reihenhäuser in der Rheinauer Straße
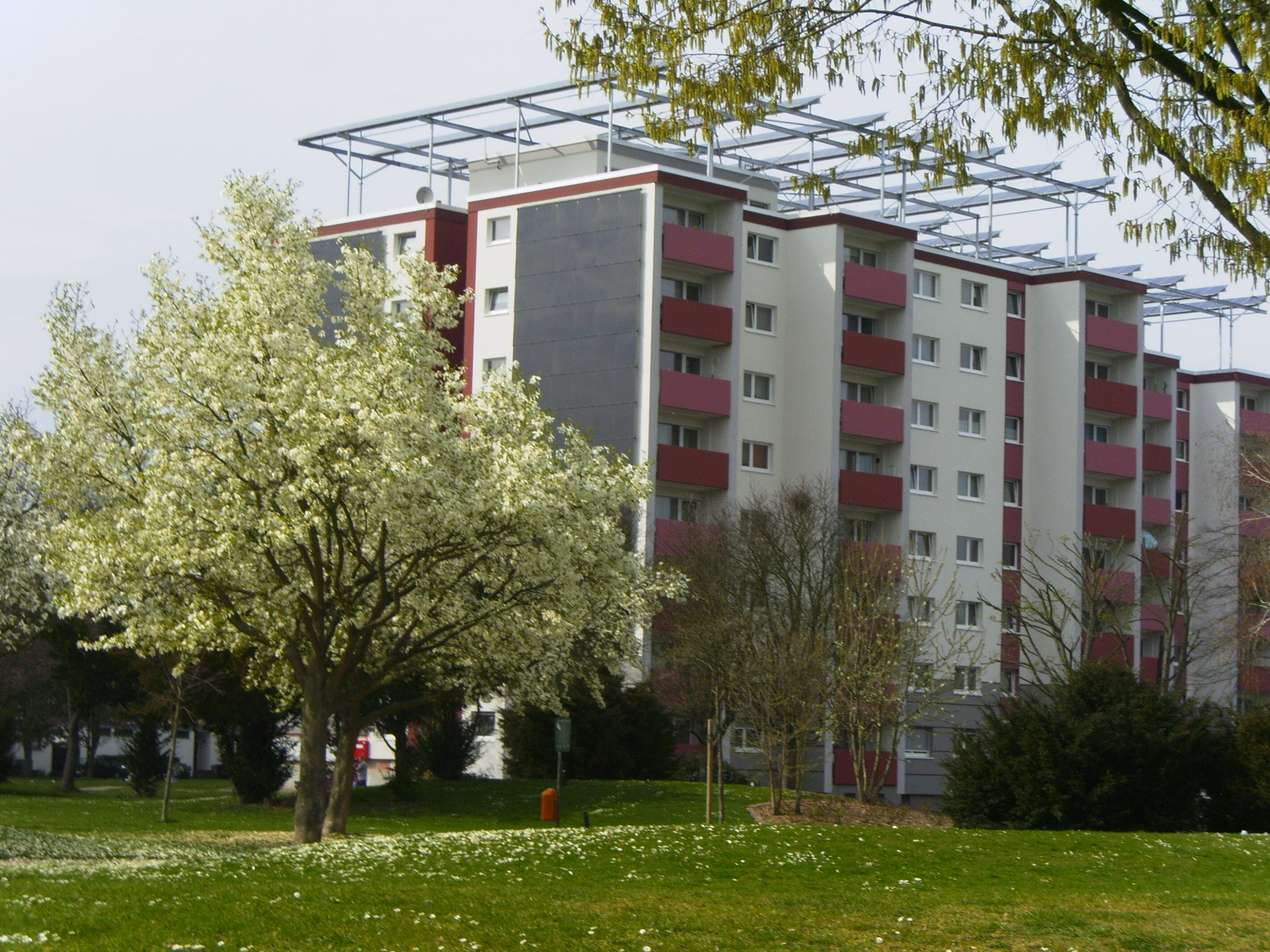
Dresdener Straße mit Parkanlage am Humboldtweg